# Альтшулер, Григорий Борисович
Григорий Борисович Альтшулер (род. 12 июля 1948) — советский учёный в области лазерной техники и технологий. Доктор технических наук (1985), профессор (1987).
Родился 12 июля 1948 года.
Окончил ЛИТМО по специальности Оптико-электронные приборы (1972, с отличием).
Работал там же: инженер, ассистент, старший преподаватель, доцент, профессор, заведующий кафедрой квантовой электроники (1988—1997, с 1993 года кафедра квантовой электроники и биомедицинской оптики).
Кандидат технических наук (1979), доктор технических наук (1985), доцент (1983), профессор по кафедре квантовой электроники (1987).
Руководил созданием лазерной системы для космического проекта «Фобос» (1988).
Сопредседатель и член организационного комитета ряда международных конференций, в том числе «Education and Training in Optics» (Ленинград, 1991), «Лазеры в стоматологии» (Испания, 1995).
Награждён медалью «За трудовое отличие», золотой медалью ВДНХ (1983).
В настоящее время живёт в США, старший вице-президент по науке  компании Palomar Medical Technology Inc., Birlington, USA.

## Сочинения
- Самовоздействие света в элементах приборов квантовой электроники : Учеб. пособие / Г. Б. Альтшулер; Ленингр. ин-т точ. механики и оптики, Каф. квантовой электроники. — Л. : ЛИТМО, 1985. — 62,[1] с.; 20 см.
- Расчет элементов приборов квантовой электроники : Учеб. пособие / Г. Б. Альтшулер, В. Б. Карасев, В. Ю. Храмов; Ленингр. ин-т точ. механики и оптики, Каф. квантовой электрон. — Л. : ЛИТМО, 1987. — 55,[1] с. : ил.; 20 см.